# 맬컴 4세
말 콜룸 막 안리크(중세 아일랜드어: Máel Coluim mac Eanric, 스코틀랜드 게일어: Maol Chaluim mac Eanraig, 1141년 4월 23일 - 5월 24일 사이 - 1165년 12월 9일) 처녀왕(라틴어: Virgo, 영어: the Maiden)은 12세기 알바 왕국의 왕이다. 선왕 다비드 막 말 콜룸의 손자로, 아버지는 헌팅던-노섬브리아 백작 헨리이고 어머니는 서리 백작 윌리엄 드 바렌느의 딸 에이다 드 바렌느이다.
연대기작자들이 기록한 별명 "처녀왕"은 말 콜룸 4세가 유약한 왕이었을 것이라는 잘못된 인상을 주곤 하지만 사실 그는 종교적으로는 광신적이며 기사도와 전쟁에 관심이 많았다. 다만 치세 내내 건강이 좋지 못했고 결혼도 하지 못한 채 24세로 일찍 죽었다.